# Retorno, Reclamação e Reabilitação
O Grupo 3R, acrônimo de Retorno, Reclamação e Reabilitação (em francês:  Retour, Réclamation et Réhabilitation), é um grupo rebelde da República Centro-Africana criado no final de 2015 inicialmente para garantir a proteção da comunidade peúle contra os ataques dos anti-balaka. Está sob o comando do autoproclamado general Sidiki Abass.
O 3R está presente nas prefeituras de Nana-Mambéré, Ouham-Pendé (sub-prefeituras de Bocaranga e Koui) e Mambéré-Kadéï, no noroeste do país.
O grupo atacou pelo menos treze vilarejos na sub-prefeitura de Koui entre novembro de 2015 e novembro de 2016. Em novembro de 2015, atacaram principalmente Boumari.
Em abril e maio de 2016, o 3R multiplicou ataques contra aldeias na sub-prefeitura de Koui. Em 27 de setembro, atacou a cidade de De Gaulle, capital da sub-prefeitura, que possui cerca de 20.000 habitantes, além de várias outras aldeias da região.
A imprensa da República Centro-Africana acusa o grupo de ser apoiado por grandes proprietários de gado de países vizinhos (Camarões, Chade e Nigéria) que o usam para proteger seus rebanhos na transumância no território centro-africano.